# Саакянц Роберт Аршавірович
Саакя́нц Ро́берт Аршаві́рович (вірм. Ռոբերտ Սահակյանց; *30 серпня 1950 року, місто Баку, Азербайджан — †24 вересня 2009 року, місто Єреван, Вірменія) — відомий радянський та вірменський кінорежисер, сценарист та художник-мультиплікатор, Народний артист Вірменії (2008) та Заслужений діяч мистецтв Вірменії (1984).

## Біографія
Народився 30 серпня 1950 року у місті Баку, 1964 року родина переїхала до Єревану. З 1970 року працював на кіностудії «Арменфільм» художником-мультиплікатором, з 1972 року — режисером-мультиплікатором. Пізніше став художнім керівником об'єднання мультиплікаційних робіт кіностудії «Арменфільм». 2002 року починає співпрацювати з творчою групою «Yellow Submaryan».
Помер 24 вересня 2009 року після важкої операції на серці при лікуванні аневризми аорти. Похований 26 вересня в Єревані.

## Творчість
Роберт Саакянц є сценаристом та художником-мультиплікатором усіх своїх фільмів та кліпів для каналу ОРТ і вірменського телебачення, а також співавтором інших мультиплікаційних робіт. Багато його робіт нагороджені на міжнародних та всесоюзних кінофестивалях. Найбільшої відомості отримали роботи, створені на основі казок вірменського письменника Ованеса Туманяна.

### Режисер
1. 1972 — «Ліліт» (На YouTube)
2. 1973 — «Непереможний» (На YouTube, вірменською мовою)
3. 1973 — «Казка про сніжну людинку Дарбульку»
4. 1974 — «Як ведмежата китів годували» (На YouTube)
5. 1975 — «Лисяча книга» (На YouTube [Архівовано 22 травня 2016 у Wayback Machine.])
6. 1976 — «Лис, який нічого не умів» (На YouTube [Архівовано 22 червня 2020 у Wayback Machine.])
7. 1977 — «Мисливці» (На YouTube)
8. 1979 — «Кікос» (На YouTube [Архівовано 22 лютого 2019 у Wayback Machine.])
9. 1979 — «Перший»
10. 1980 — «Хоробрий Назар» (На YouTube [Архівовано 2 квітня 2020 у Wayback Machine.], вірменською мовою)
11. 1981 — «…Три синіх-синіх озера малинового кольору…[ru]» (На YouTube [Архівовано 30 січня 2020 у Wayback Machine.])
12. 1982 — «Хто розповість небилицю?[ru]» (На YouTube [Архівовано 30 листопада 2017 у Wayback Machine.])
13. 1983 — «Ух ти, риба, що розмовляє![ru]» (На YouTube [Архівовано 10 листопада 2020 у Wayback Machine.])
14. 1984 — «Кмітливий селянин»
15. 1984 — «В синьому морі, у білій піні…»
16. 1985 — «Ах ти, Масляниця!»
17. 1987 — «Урок»
18. 1988 — «Вітер»
19. 1989 — «Кнопка»
20. 1990 — «Тобі, Вірменіє!»
21. 1991 — «Все добре»
22. 1992 — «Сон у літню ніч»
23. 1994 — «Сокира»
24. 1994 — «Президентські вибори»
25. 1994—1999 — «Казки нової Росії»
26. 1997 — «Ковчег»
27. 1997 — «Вікторія»
28. 1998 — «Optimus mundus 4. Краще місто землі»
29. 2000 — «Я також вірменин»
30. 2002 — «Ознаки розумного життя» (Диплом Крок-2002)
31. 2002 — «Yellow Submaryan»
32. 2004 — «Таверна»
33. 2004 — «Син чоботаря»
34. 2004 — «Ананас Бананас»
35. 2004 — «Вчимося читати»
36. 2004 — «Вчимося рахувати»
37. 2005 — «У світі динозаврів»
38. 2005 — «Твої перші тварини»
39. 2005 — «Вірменський Рай»
40. 2005 — «Дорога додому. Тігранакерт»
41. 2006 — «Дорога додому. Багеш»
42. 2006 — «Астрономія для найменших»
43. 2006 — «Геометрія для найменших»
44. 2006 — «Природознавство для найменших»
45. 2006 — «Англійська мова для найменших»
46. 2007 — «Дорога додому. Муш»
47. 2007 — «Енциклопедія Всезнайки» 2 частини
48. 2007 — «Всесвітня Історія. Первісна людина»
49. 2007 — «Азбука для малюків»
50. 2007 — «Арифметика для малюків»
51. 2008 — «Всесвітня Історія. Древній Єгипет»
52. 2008 — «Англійська мова для малюків»
53. 2009 — «Всесвітня Історія. Древня Греція»
54. 2009 — «Дорога додому. Ахтамар»
55. 2009 — «Кіт да Вінчі»

### Сценарист
1. 1973 — «Непереможний»
2. 1973 — «Казка про сніжну людинку Дарбульку»
3. 1974 — «Як ведмежата китів годували»
4. 1975 — «Лисяча книга»
5. 1976 — «Лис, який нічого не умів»
6. 1977 — «Мисливці»
7. 1979 — «Кікос»
8. 1979 — «Перший»
9. 1980 — «Хоробрий Назар»
10. 1981 — «…Три синіх-синіх озера малинового кольору…»
11. 1981 — «Тисяча пасток»
12. 1982 — «Хто розповість небилицю?»
13. 1983 — «Ух ти, риба, що розмовляє!»
14. 1984 — «Кмітливий селянин»
15. 1984 — «В синьму морі, у білій піні…»
16. 1985 — «Ах ти, Масляниця!»
17. 1987 — «Урок»
18. 1988 — «Вітер»
19. 1989 — «Кнопка»
20. 1990 — «Тобі, Вірменіє!»
21. 1991 — «Все добре»
22. 1994 — «Сокира»
23. 1994—1999 — «Казки нової Росії»
24. 1997 — «Ковчег»
25. 1997 — «Вікторія»
26. 2002 — «Ознаки розумного життя» (Диплом Крок-2002)
27. 2004 — «Таверна»
28. 2004 — «Син чоботаря»
29. 2004 — «Ананас Бананас»
30. 2004 — «Вчимося читати»
31. 2004 — «Вчимося рахувати»
32. 2005 — «У світі динозаврів»
33. 2005 — «Твої перші тварини»
34. 2005 — «Вірменський Рай»
35. 2005 — «Дорога додому. Тігранакерт»
36. 2005 — «Географія для найменших»
37. 2006 — «Дорога додому. Багеш»
38. 2006 — «Астрономія для найменших»
39. 2006 — «Геометрія для найменших»
40. 2006 — «Природознавство для найменших»
41. 2006 — «Англійська мова для найменших»
42. 2007 — «Дорога додому. Муш»
43. 2007 — «Енциклопедія Всезнайки» 2 частини
44. 2007 — «Всесвітня Історія. Первісна людина»
45. 2007 — «Азбука для малюків»
46. 2007 — «Арифметика для малюків»
47. 2007 — «Всесвітня Історія. Вавілон»
48. 2007 — «Цікава хімія»
49. 2007 — «Вчимося малювати»
50. 2007 — «Фізика для найменших»
51. 2008 — «Всесвітня Історія. Древній Єгипет»
52. 2008 — «Англійська мова для малюків»
53. 2009 — «Всесвітня Історія. Древня Греція»
54. 2009 — «Дорога додому. Ахтамар»
55. 2009 — «Кіт да Вінчі»

### Художник
1. 1973 — «Ліліт»
2. 1977 — «Мисливці»
3. 1979 — «Кікос»
4. 1983 — «Ух ти, риба, що розмовляє!»
5. 1987 — «Урок»
6. 1988 — «Вітер»
7. 1992 — «Сон в літню ніч»
8. 2000 — «Маленький (лола)»
9. 2002 — «Ознаки розумного життя»
10. 2004 — «Таверна»

### Мультиплікатор
1. 1971 — «Мишеня вай-вай»
2. 1976 — «Знайдений сон»
3. 1985 — «А ти, масляниця!»
4. 1986 — «Три казки»
5. 1987 — «Урок»
6. 1992 — «Сон в літню ніч»
7. 1998 — «optimus mundus 4. Найкраще місто землі»
8. 1999 — «Маленький…» (кліп Кабаре-дуета «Академія»)
9. 2000 — «Місяць» (кліп Леоніда Агутіна)
10. 2002 — «Yellow Submaryan»
11. 2005 — «Моє велике вірменське весілля» (анімаційні фрагменти)

### Актор
1. 1998 — «Наш двір 2» (Месроп Маштоц)

### Оператор
1. 2002 — «Ознаки розумного життя»

### Звукооператор
1. 2002 — «Ознаки розумного життя»

### Автор тексту
1. 1978 — «Але ж ми з тобою друзі?»